# Сайченко Артем Юрійович
Арте́м Ю́рійович Са́йченко — молодший сержант Збройних сил України. У мирний час частина базується на території Житомирської області.
31 жовтня 2014 року за особисту мужність і героїзм, виявлені у захисті державного суверенітету та територіальної цілісності України, вірність військовій присязі під час російсько-української війни, відзначений — нагороджений орденом «За мужність» III ступеня.